# John Hartley

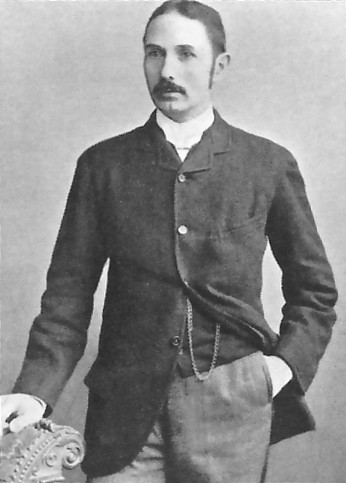
John Hartley (1849-1935), clérigo y tenista inglés, campeón de Wimbledon en 1879 y 1880

John Thorneycroft Hartley (Tong, Shropshire, 9 de enero de 1849-Knaresborough, Yorkshire, Inglaterra, 21 de agosto de 1935) fue un tenista inglés, el único clérigo que ha vencido en Wimbledon.
Como ganador del All Comer's Final, Hartley venció en la final de 1879 de Wimbledon sin tener que jugar, ya que el ganador de 1878, Frank Hadow no defendió su título. Un año más tarde Hartley retuvo el título tras derrotar en la final a Herbert Lawford por 6–3, 6–2, 2–6, 6–3.
Hartley perdió en 37 minutos la final de 1881 ante William Renshaw por un contundente 0–6, 1–6, 1–6.
Hartley se casó con Alice Margaret Lascelles, nieta de Henry Lascelles, III conde de Harewood, en 1875. No tuvieron descendencia.

## Finales del Grand Slam

### Campeonatos
| Año  | Campeonato | Opponent in Final                                 | Score in Final                        |
| 1879 | Wimbledon  | Ganador sin jugar, derrotó a Vere St. Leger Goold | 6–2, 6–4, 6–2 en el All Comers' Final |
| Año  | Campeonato | Final en la final                                 | Resultado                             |
| 1880 | Wimbledon  | Herbert Lawford                                   | 6–3, 6–2, 2–6, 6–3                    |

### Subcampeonatos
| Año  | Campeonato | Rival en la final | Resultado     |
| 1881 | Wimbledon  | William Renshaw   | 6–0, 6–1, 6–1 |